# Harro Kieser
Harro Kieser (* 5. März 1939 in Riesa) ist Germanist, Historiker und wissenschaftlicher Bibliothekar.

## Leben
Der Sohn des Sprachforschers Otto Kieser studierte an den Universitäten Marburg und Bonn Germanistik und Geschichte. Im Anschluss absolvierte er das Referendariat für den höheren Bibliotheksdienst und war von 1966 bis 2002 an der Deutschen Nationalbibliothek tätig. Dort arbeitete er vor allem im Deutschen Exilarchiv 1933–1945 und im Ausstellungsreferat.
Seine germanistischen Forschungsschwerpunkte sind Exilliteratur, Carl Zuckmayer sowie Kinder- und Jugendliteratur. Zudem begleitete er verschiedene lexikographische Projekte wie das Lexikon deutsch-jüdischer Autoren als Mitglied des wissenschaftlichen Beirates oder die zweite Auflage der Erstausgaben deutscher Dichtung von Wilpert/Gühring und arbeitete an verschiedenen Lexika mit, vor allem am Biographischen Handbuch der deutschsprachigen Emigration nach 1933 = International biographical dictionary of Central European émigrés 1933–1945 (Band 2: The arts, sciences, and literature, München u. a. 1983, und dem Lexikon des gesamten Buchwesens (Stuttgart 1987–2016)).
Auf dem Gebiet der Geschichtswissenschaft gilt sein Interesse der Kultur- und Geistesgeschichte Mitteldeutschlands, vor allem des Landes Sachsen-Anhalt. Dies zeigt sich vor allem in seiner Tätigkeit für den Mitteldeutschen Kulturrat, dem er 1987 beitrat und dessen Geschicke er seit 1994 als Stiftungsratsvorsitzender mitbestimmt. Darüber hinaus betreut er die Publikationsvorhaben der Stiftung und prägt maßgeblich das Mitteldeutsche Jahrbuch.

## Schriften
- Die Verzeichnung des Schrifttums von Emigranten aus dem deutschen Sprachbereich (1933–1950). Köln 1968.
- Carl Zuckmayer. Eine Bibliographie 1917–1971. (Mit Arnold John Jacobius). Frankfurt am Main 1971.
- Die Presse der Sozialistischen Arbeiterpartei Deutschlands im Exil 1933–1939. Eine analytische Bibliographie. (Red.: Harro Kieser und Brita Eckert; Bearb.: Dagmar Schlünder). Frankfurt am Main 1981.
- Erstausgaben deutscher Dichtung. Gero von Wilpert / Adolf Gühring. Wissenschaftliche Beratung: Harro Kieser. 2. vollst. überarb. Aufl. Stuttgart 1992.

## Herausgeberschaft
- Carl Zuckmayer. Materialien zu Leben und Werk. Frankfurt 1986.
- Können, Mut und Phantasie. Portraits schöpferischer Frauen aus Mitteldeutschland. (Hrsg. mit Annemarie Haase). Köln 1993.
- Exilliteratur und Exilforschung. Ausgewählte Aufsätze, Vorträge und Rezensionen [von] Werner Berthold. (Hrsg. mit Brita Eckert). Wiesbaden 1996.
- Mitteldeutsches Jahrbuch für Kultur und Geschichte. (Hrsg. mit Christof Römer, † 2017, und Gerlinde Schlenker). Bonn, seit 1. 1994.

## Ausstellungen / Ausstellungskataloge / Begleitbände
- Orden Pour le mérite für Wissenschaften und Künste. Geschichte und Gegenwart. (Mit Brita Eckert). Frankfurt am Main 1977.
- Die Maximilian-Gesellschaft. (Mit Ernst Hauswedell). Frankfurt am Main 1981.
- 35 Jahre Exilliteratur 1933–1945 in der Deutschen Bibliothek Frankfurt am Main. Ein Beitrag zur Geschichte der Exilforschung in der Bundesrepublik Deutschland. Kurzbiographien: Harro Kieser. Frankfurt am Main 1984.
- Die deutsch-türkischen Beziehungen von 1924 bis 1938. [Red.: Harro Kieser und Brita Eckert]. Frankfurt am Main 1987.
- Literatur und literarisches Leben in Deutschland 1945–1949. (Mitarbeit: Susanne Mittag und Klaus Körner). Bonn 1989.
- Hanns W. Eppelsheimer (1890–1972). Bibliothekar, Literaturwissenschaftlicher, Homme de lettres. (Mit Frank Wende und Franz Fischer; Red.: Harro Kieser). Frankfurt am Main 1990.
- Kinderfreude – Jugendlust. Historische Jugendbücher aus einer Bad Homburger Sammlung. Bad Homburg 1991.
- Deutsche Philologen im Exil. Frankfurt am Main 1996.
- Polnische Literatur in Übersetzungen von Karl Dedecius. (Mit Brita Eckert). Leipzig, Frankfurt am Main, Berlin 2000.
- Deutsche Intellektuelle im Exil. Ihre Akademie und die „American Guild for German Cultural Freedom“. (Mit Brita Eckert). Leipzig, Frankfurt am Main, Berlin 2000.
- Philipp P. Fehl, Capricci. (Mit Brita Eckert). Leipzig, Frankfurt am Main, Berlin 2001.